# Head of the River Amstel

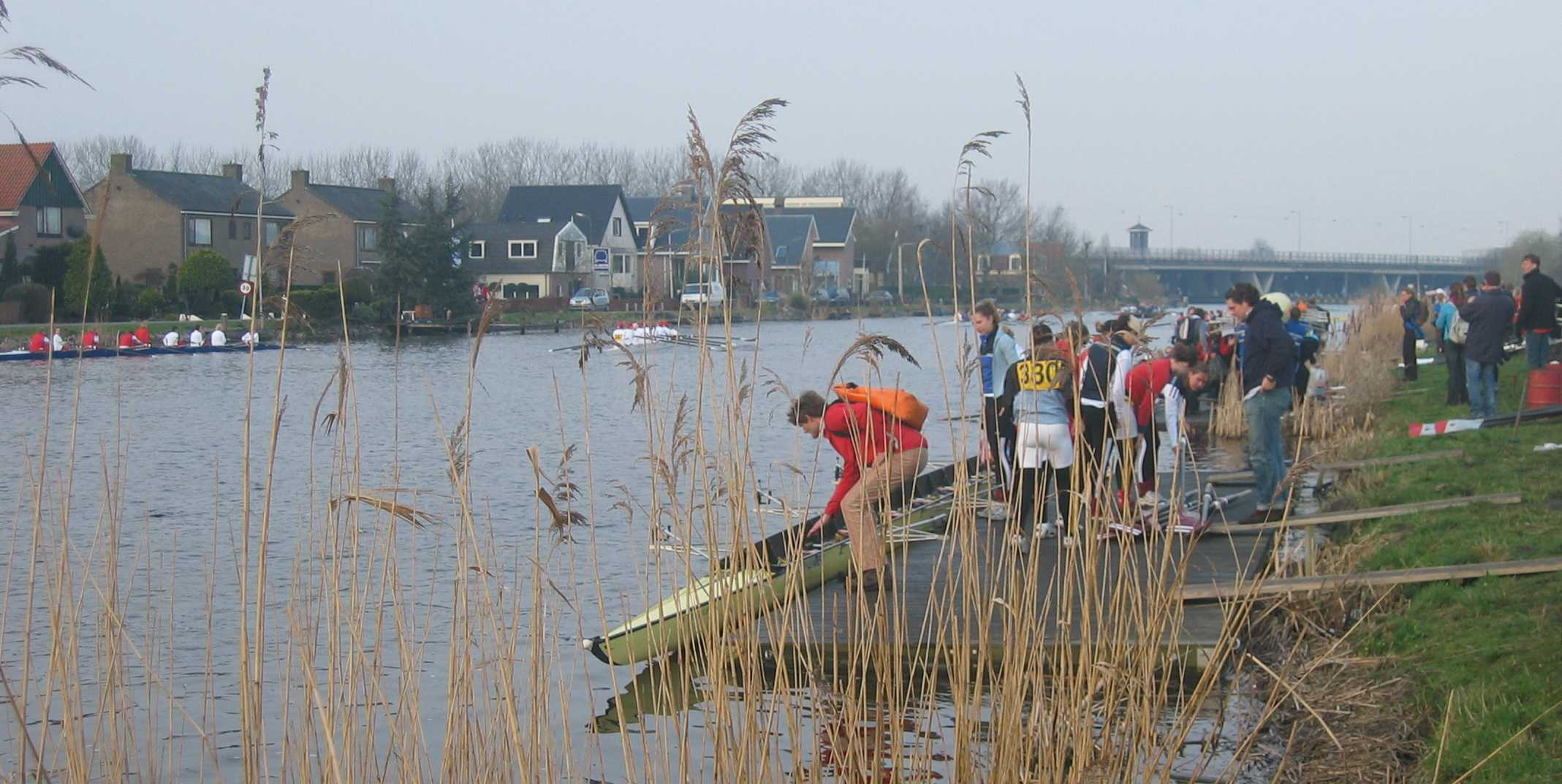
De Amstel tijdens de wedstrijd

De Head of the River Amstel, kortweg 'De Head', is een roeiwedstrijd die ieder voorjaar in maart wordt gevaren op de Amstel tussen Ouderkerk aan de Amstel en Amsterdam. De organisatie is in handen van de ARB (Amsterdamsche Roeibond) en roeivereniging RV Willem III, in samenwerking met vijf andere Amsterdamse roeiclubs. De Head is de grootste roeiwedstrijd van Nederland en kan zich meten met de Heads in Boston, Parijs en Caïro.
De wedstrijd, officieel 'Kampioenschap van de Amstel', is een evenement met circa vierduizend deelnemers uit meer dan tien landen. Er kan geroeid worden in scull geriggerde 'vieren' en boord geriggerde 'achten' met stuurman/vrouw, de grootste gangbare nummers in respectievelijk het scullroeien en het boordroeien. 
Sinds 2020 schrijft de organisatie ook een nummer uit voor scull geriggerde achten. De afstand is ongeveer acht kilometer en er zijn meer dan twintig verschillende categorieën. Het deelnemersveld is breed. Zo kan er een Olympisch kampioene meeroeien, maar een veteraan, een amateur-wedstrijdroeier en een eerstejaars. 
Gegroepeerd per categorie starten de ploegen achter elkaar met korte tussenpozen, wat tot gevolg heeft dat er regelmatig inhaalacties op de bochtige Amstel plaatsvinden. Zodra de punt van een inhalende boot ter hoogte van het roer van een voorligger is, moet de achterligger ruimte verlenen aan de opkomende ploeg. Bij de Grote Bocht kan een goed gestuurde inhaalmanoeuvre kostbare seconden tijdwinst opleveren.
De oorsprong van de Head of the River Amstel ligt in het Langeafstandskampioenschap van de Amstel voor Dames, georganiseerd door Willem III, en het Langeafstandekampioenschap van de Amstel voor Heren, georganiseerd door de ARB. Het kampioenschap werd voor het eerst gehouden in 1933 naar voorbeeld van de Head of the River Race op de Theems bij Londen.
Bij het 75-jarige jubileum in 2007 werd de opzet van De Head gewijzigd. Alle dames- en herenploegen startten toen in Amsterdam bij de Nieuwe Amstelbrug (Ceintuurbaan/Ruyschstraat), en finishten vanaf toen in Ouderkerk. Met de editie van 2018 werd dit teruggedraaid: de finish is sindsdien weer bij de Nieuwe Amstelbrug, bij roeivereniging De Hoop.

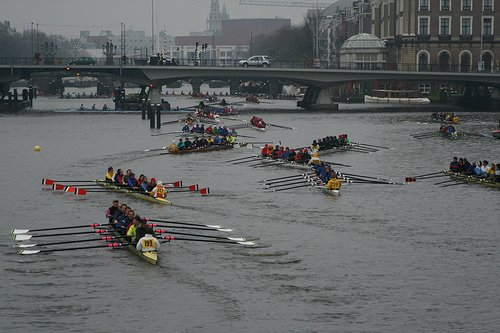
Achten wachten op de start tijdens de Head of the River 2008. Op de achtergrond het Amstel Hotel.

Vooral de belangrijkste studentenploegen worden gevolgd en aangemoedigd door groepen supporters die luidkeels hun ploeg aanmoedigen, vaak uitgedost in oude jasjes en sjaals van de club. Iedere vereniging heeft zijn eigen leuzen; het is traditie dat er onderling een goedgemutste rivaliteit bestaat. Naar goed gebruik geven andere fietsers en wandelaars de aanmoedigers en coaches vrij baan.
De weergoden werken niet altijd mee: in 2004 moest vanwege de storm voor het eerst het grootste deel van de wedstrijd afgelast worden. Het was te onstuimig, te gevaarlijk om een wedstrijd te roeien. Ook in 2018 werd de wedstrijd afgelast, maar toen wegens vorst. In 2020 gooide COVID-19 roet in het eten.  
Naast de Head of the River Amstel met grote boten (vieren en achten, afhankelijk van de klasse van de deelnemers), wordt in een ander weekend met kleinere boten geroeid over ongeveer hetzelfde parcours: de Skiffhead in skiffs (1-persoonsboten), de Jeugdhead in c4 en gladde 4, voor junioren op regio-niveau, en de Tweehead in gladde tweeën, voor junioren en senioren.